# Université médicale de Haïphong
L'université médicale de Haïphong (en vietnamien : Đại học Y Hải Phòng ; en anglais : Hai Phong Medical University ou HPMU) est une université de Haïphong fondée en 1979 par le gouvernement de la république socialiste du Vietnam. Elle était jadis appelée « École de médecine de Haïphong ».